# Ireland Wolfhounds
Los Ireland Wolfhounds son una selección de rugby de la isla de Irlanda, regulada por la Irish Rugby Football Union.

## Reseña histórica
Antiguamente la segunda selección de la isla era conocida con el nombre de Irlanda A, desde ese entonces ha disputado numerosos partidos frente a selecciones absolutas o secundarias algunos de ellos en tours. También participó durante 4 años en la extinta Churchill Cup alcanzando el título en una oportunidad.

## Actualidad
Actualmente Irlanda presenta a su principal selección para los torneos internacionales de primer nivel como el 6 Naciones o la Copa del Mundo y en torneos menores como la Tbilisi Cup o la Nations Cup participa con su tercera selección, los Emerging Ireland. De esta forma, los Wolfhounds disputan amistosos contra equipos similares como los England Saxons y Escocia A o equipos por invitación como los Barbarians.

## Palmarés
- Churchill Cup (1): 2009[2]

## Participación en copas

### Churchill Cup
- Churchill Cup 2006: 3º puesto[3]
- Churchill Cup 2007: 3º puesto[4]
- Churchill Cup 2008: 3º puesto[5]
- Churchill Cup 2009: Campeón invicto[6][7]